# 629型潜艇
G级常规动力弹道导弹潜艇（苏俄代号：629级。北约代号：Golf Class，另“高尔夫级”、“高球级”）是世界上第一种专门全新设计的弹道导弹潜艇，也是全世界第一種被複數建造和實戰部署的，專門設計來發射弹道导弹的柴电动力潜艇。
類似的常規動力彈道導彈潛艇，還有四種但其中三都是專門做試驗導彈和僅造一艘。即中國32型潜艇和法國的電鰻級潛艇，後者早在1986年被拆卸了。第三種是朝鮮的新浦級潛艇只是可以發射較小型的導彈的中型潛艇。
但第四種是韓國的岛山安昌浩级潜艇也算是要超越新浦級的存在，整個艇體較大的，一開始便表示將建造複數和安裝了AIP可以較長時間潛伏在較深的海底下，但因為韓國未擁有核彈所以僅發射常規炸藥的彈頭。某種意義算是本級設計意思的繼承艇。
G级由Z级潜艇发展而来。总共建造了23艘，其中部分在后来得到了改进。苏联全部G级潜艇于1990年代除役。中國人民解放軍海軍配備的G級潛艦則以測試艦的身分服役40年後退役。

## 简介
1950年代初，蘇聯研發將潛艦與彈道飛彈整合，最初成果是1955年的V-611型潜艇（Z級潛艇，又称为A611或611AV计划）。1955年9月16日，B-67號潛艦進行水面上彈道飛彈發射實驗，該日B-67號使用艦上的D-1發射裝置發射一枚R-11FM型彈道飛彈（北約代號SS-1b，飛雲A型）。
在實驗前的1954年5月，苏联海军造船总局就下达了一个“常规动力弹道导弹潜艇”的技术设计任务书，希望由641型潛艇設計修改，編號629級，任務交由第16中央設計局（OKB-16）負責。但研發啟動時與R-13彈道飛彈搭配的D-2型彈道飛彈裝置尚未完成，因此最初設計局建議先以整合既有裝置優先。而設計局在試算後發現641型潛艦的尺寸無法完成技術需求，因此向上呈報全新設計新型艦艇，這個要求也在1956年1月被同意。629級則在1957年開工，而在1957年第三季D-2彈道飛彈發射裝置才完成設計。
与R-11相比，R-13要更大更重，原先设计直接使用V-611型上的发射装置无法满足要求而重新对发射装置进行了研发。相比较来说“白云石”系统则更为通用化，以致后来的改装都能够兼容。R-11FM型弹道导弹是从陆基R-11导弹改进而来，射程只有150千米，远无法满足需要。而后装备的R-13型导弹则将射程增到了560千米，但两者都有一个致命的缺陷——只能水面发射。无论发射R-11导弹还是R-13导弹，潜艇都必须浮上水面，打开发射筒上盖，筒内的液压升降机将导弹升至发射筒顶部，而后点火发射，其实与陆基导弹发射车很相似。
相比攻击潜艇来说，这种导弹潜艇有非常大的不稳定性。由于R-11FM和R-13都是液体燃料，而液体燃料则有易燃易爆有毒的缺陷，一旦导弹燃料泄漏，潜艇后果不堪设想。为了保证潜艇能够完全性的保护导弹，苏联海军用V-611潜艇反复试验论证搭载导弹后储存和发射的安全性，并由其论证结论不断改进当时正在设计中的629级。为了减小潜艇发射导弹时的摇摆，629级安置了舭龙骨，这样的设计也是潜艇中少见的。
1959年2月4日，中苏两国代表在莫斯科签订了《关于苏联政府给予中国海军制造舰艇方面新技术援助的协定》，即《二四协定》。根据协定，苏联将向中国出售1艘“高尔夫”级常规动力弹道导弹潜艇、4枚P-11型潜射弹道导弹以及舰艇的动力装置、雷达、声纳、无线电、导航器材等共51项设备的设计图纸资料、部分舰艇制造器材及导弹的样品，并转让这些项目的制造特许权，苏联派遣60名专家来到中国协助开展设计和仿制工作。1960年由大连造船厂开工进行最后阶段的装配建造。不过由于中苏关系破裂，1960年8月所有的专家和刚刚运到的大部分设备又被召回了苏联。大连造船厂于1964年建成潜艇，1966年交付海军使用。
苏联海军在北方舰队造了16艘，在远东建造了8艘艇，其中一艘208号提供给了中国海军。

## 建造
1957年，629型潜艇正式批准建造并同时于北德文斯克的402厂和阿穆尔共青城的199厂开工建造。一年之后，两厂的首艇均下水开始系泊试验。随后又在俄北方和远东地区建造，到了1960年，苏联海军已经拥有了7艘629级。但值得一提的是，由于R-13型导弹赶不上建造速度，629级的一些艇最初装备的是R-11型导弹，后来改装R-13都是在维修期的时候在修理厂改装的。自1958年到1960年左右，629级为提高技术型和战斗能力而进行了一系列小的改动，部分艇安装新型无线电通讯设备，部分艇则安装了噪声测向仪等等。
装备R－13型弹道导弹的629型的主要战术技术要素如下：正常排水量2794吨，最大长度98.4米，最大宽度8.4米，平均吃水7.85米；极限下潜深度300米，工作下潜深度260米；鱼雷发射深度80米，水上最大航速15节，水下12.5节，通气管状态航速8节；续航力（海里）/航速（节）：水上23500/8、5500/15、水下300/2、通气管状态16000/7；自给力70昼夜，水下逗留时间600小时，艇员约80人。3座发射R－13弹道导弹的发射装置、6具鱼雷发射管（首部4管、尾部2管）。有三台37D型柴油机。本艇为3轴、3桨，采用5叶的低噪音螺旋桨；电机舱有3台主电机，上层有主电机的控制台。中间的一台为PG－102型，作推进电机使用时可发出2700马力，舷侧的2台为PG－101型，每台1350马力，总共为5400马力。

## 改装
作为苏联第一级弹道导弹潜艇，G级的戰備任務被其它艦艇給替換，但是大部分仍繼續留用，並做為新型潛射彈道飛彈的測評載台。

### 629B型

629B

苏联最开始用改进的611级潜艇进行水下发射导弹的实验，发射的是R-11FM导弹，实验证明水下发射弹道导弹是完全可以的，但由于R-11FM射程太近（150千米），这种改装型的实战意义远小于试验意义。随后的1958年，苏联政府就决定开始研制R-13射程更远的弹道导弹，这就是R-21型弹道导弹，射程达到了1400公里。
为了进行水下导弹发射试验，1958年蘇聯挑選了K-229号艇进行改装。该艇主要负责作为试验平台发射模拟导弹，以校验导弹发动机的水下工作是否良好。值得一提的是这型潜艇是苏联第一次全部采用半导体技术制造控制系统。北约没有为629B命名。

### 629A型（G-2级）

629A

北約代號G-2級，1963年，629A型的改装计划提交到海军造船总局，改造的核心項目是導入629B的測試成果，升級成可水下發射的R-21彈道飛彈與配套的D-4型發射裝置。与此同时改型潜艇也采用了当时苏联很多的现代化设备。1964年K-88艇进入北德文斯克星造船厂准备改装，但实际上改装工作到了1965年才真正全面展开。一直到1966年11月才完成改装进行系泊试验。1966年12月交付海军。1967年“远东恒星造船厂”也交付了该厂的首艘629A型，不过这艘艇仅仅服役了9年就在太平洋因事故沉没。
629A的尺寸較629型增加為98.9公尺，吃水增加為8.5公尺，滿載噸位提升至3553公噸，航速略增至水上17節、水下14節，編制人員增加至83人。1966年至1972年，总共有14艘629型接受改裝，包括接受629B改造的K-229号，该艇后来改装上了629A型的装备并交付了海军。

### 601型，605型，619型和629R型

601

605

619

629R

601型：北約代號Golf III。1969年，第16中央设计局提出将一艘629级艇改装为装备新式的PCM-25导弹（后装备杨基级核潜艇），蘇聯挑選了K-118號潛艦接受改裝。除了火控和导弹发射装置的改装，无线电电子六分仪改为了“西蒙风”型，导航系统该为了“桥-y-601”型等等，与此同时艇员也有所增加，由于电子设备的改进，使得蓄电池也随之增大，改为容量更大的蓄电池，一系列的改造讓船體有70%以上的組件被替換。1973年潜艇改装完毕进行系泊试验，但后来出了一系列问题后进行了相关的调整，直到1974年才交付部队，1976年開始測試任務。
605型：北約代號Golf IV，1970年，海军将K-102號潛艦（接受629A改良）改装作为4K-18型导弹的測試載臺，经过改装之后605型艇装备6枚4K-18弹道导弹（RSM-25的一型，后装备给了杨基级核潜艇），这种导弹射程超过了7000千米。1973年，这艘潜艇完成改装下水。
614型：北約代號Golf V，由K-153號艦接受改裝，並更名為BS-153號。1973年苏联海军与造船工业部决定将设计“高尔夫级”潜艇的第16中央设计局并入孔雀石设计局，“高尔夫级”的改型工作及资料转到第18中央设计局（红宝石设计局的前身），由第18中央设计局负责研制619型改装计划。内容是将629级改为发射RSM-52导弹（台风级核潜艇的导弹），這個改裝將所有彈道發射管撤除，改造為僅能裝載1發9噸重的RSM-52彈道飛彈。
629R型：北約代號Golf SSQ，是将629级艇改为通讯中继艇。1971至1972年，蘇聯進行629R項目研發，目標是確保艦隊指揮部與深海的潛艦部隊維持通信順暢，將飛彈發射裝置全數撤除改裝通訊支援設備。629R原本計畫改造4艘，後取消了K-113號艦的改造，僅K-61、B-42、K-107號潛艦在1973至1978年間海參崴進行改造，改造後重新被命名為BS-83、BS-117、BS-61，三艘通信中繼艦在1978年開始服役。
经过了大大小小的改装之后，只剩下了3艘629型潜艇没有进行过改装。

## “亚速尔人”计划
1968年8月3日，北约反潜监控网络发现了一艘G-2级潜艇在瓦胡岛西北1390千米，因为下潜深度超过极限而沉没。这次事故使得包括98名艇员和3枚弹道导弹葬身海底。1974年7月，美国打捞了该艇的部分残骸。这次行动被称为“亚速尔人”计划。
这次行动决定用两艘即将退役的核潜艇——大比目鱼号和海狼号参与这次行动组作为深海搜寻艇。当大比目鱼号发现了残骸并发现至少有一枚弹道导弹包括弹头部完整的保存了下来后，当时尼克松政府的国防部长Melvin Laird正式批准了珍尼佛计划。之后美国在夏威夷岛北部350海里以外，用一搜改造过的打捞船打捞这艘海下5200米深的潜艇。该艇在打捞过程中断裂因此只捞出了艇首的一段，包括指挥塔在内的大部分艇体沉入海底。
2005年，一本阴谋论的书——《叛逃的红星》（暂译，英文：Red Star Rogue，由Kenneth Sewell所作），认为K-129艇是在1968年3月7日发射了全部三枚导弹之后沉没的。该书认为该潜艇浮上水面之后准备从1号发射筒发射一枚兆吨当量的核导弹，这发导弹的爆炸能力足以炸平檀香山或胡瓦岛，但由于某些误算触发了自动防故障装置并且摧毁了导弹并使得潜艇沉没。该书还认为美国打捞了全部的K-129艇残骸。
TIME的报道和其他一些人认为打捞只是机密任务的掩盖手段，这些说法包括了：窃听海底电缆、安装维护海底监听器、安装海底导弹筒。